# Henrique de Senna Fernandes
Henrique de Senna Fernandes (Macao, 15 de octubre de 1923 - Macao, 4 de octubre de 2010) fue un escritor y abogado macaense.
Hijo de una de las familias de más abolengo de Macao, Henrique Rodrigues de Senna Fernandes tuvo una vida próspera como sus once hermanos hasta que estalló la Segunda Guerra Mundial cuando su padre perdió mucho dinero en la Bolsa de Valores de Hong Kong. A pesar de las dificultades, consiguió graduarse en derecho en la Universidad de Coímbra, volviendo más tarde a Macao, región que no abandonó, aunque se lamentara de su Traspaso a la República Popular de China, del 20 de diciembre de 1999, cuando Macau pasó a ser Región administrativa especial

## Condecoraciones
- Oficial da Ordem da Instrução Pública (1978)
- Comendador de la Orden del Infante Don Enrique (1986)
- Medalha de Mérito Cultural do Governo de Macau (1989)
- Medalha de Valor do Governo de Macau (1995)
- Gran oficial de la Orden de Santiago de la Espada (1998).
- Doctor Honoris Causa en Literatura del Instituto Inter-Universitário de Macau (2006) e de la Universidade de Macau (2008).

## Obras
- Nam Van - Contos de Macau
- A Trança Feiticeira
- Amor e Dedinhos de Pé
- Mong-Há - Contos de Macau
- A-Chan, a tancareira